# Juan Manuel Fernández Pacheco
Juan Manuel Fernández Pacheco y Zúñiga, por nacimiento Juan Manuel María de la Aurora Fernández Pacheco Acuña Girón y Portocarrero (Marcilla, Navarra, 7 de septiembre de 1650-Madrid, 29 de junio de 1725), grande de España, VIII duque de Escalona, VIII marqués de Villena, VIII conde de Xiquena, XII conde de San Esteban de Gormaz, X marqués de Moya. Fue virrey y capitán general de los reinos de Navarra, Aragón, Sicilia y Nápoles. Caballero de la Orden del Toisón de Oro, promovió, fundó y dirigió la Real Academia Española (1713).

## Biografía
Nació en Marcilla, (Navarra) cuando su padre, Diego López Pacheco y Portugal, VII de sus títulos, iba camino de Pamplona para tomar posesión como virrey de Navarra, y fue bautizado allí mismo al día siguiente. Perdió a su madre con tan solo dos años, y a su padre un año después. Su tío Juan Francisco Pacheco, obispo de Cuenca, le recogió en su orfandad y lo educó hasta que cumplió catorce años. En estos años tuvo muy buenos maestros, que hicieron despertar en él un ansia de saber, aplicación al estudio y gusto en adquirir libros, en especial el humanista manchego Gonzalo Navarro Castellanos, discípulo de Bartolomé Ximénez Patón y anteriormente maestro de Juan José de Austria. 
Siguió cultivando su entendimiento de tal suerte que a los veintiséis años ya era saludado por todos como uno de los hombres más instruidos de España. Tras participar en varias batallas acabó retirado en Castilla, aplicado al estudio y a la educación de sus hijos. El rey de España le nombró en 1713 su mayordomo mayor, siendo el jefe de su Casa y también de la de su hijo Luis I durante su breve reinado, si bien ambos monarcas le dieron entera libertad para que se dedicase a sus estudios, siendo dicha responsabilidad ejercida de facto por el Sumiller de Corps su pariente, el conde de Altamira.

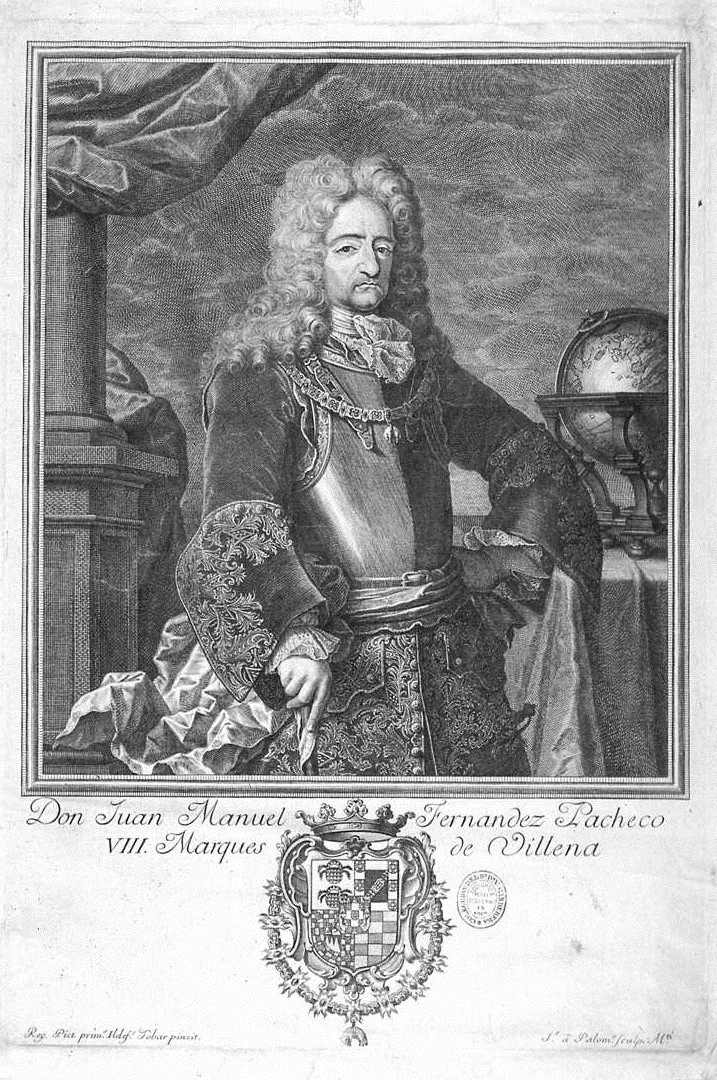
Grabado del VIII Marqués de Villena y Duque de Escalona, ca. 1712.

En palabras de Alonso Zamora Vicente, «la biografía del que había de ser primer director de la Real Academia Española fue movida y representativa. Intervino en expediciones militares de diverso signo (Hungría, Italia). Fue designado virrey de Navarra, de Aragón y de Cataluña; desempeñando este último cargo, perdió contra los franceses la batalla de Torroella (27 de mayo de 1694). Con la venida de Felipe V se declaró decidido partidario de la nueva dinastía. Esta adhesión le valió el nombramiento de virrey de Nápoles, donde, por un azar mitad guerrero mitad político, fue hecho prisionero por las tropas imperiales y sufrió encarcelamiento en Gaeta. Fue restituido a España tras la victoria de Brihuega, en 1711. El rey, que lo apreciaba mucho, quiso darle la mitra arzobispal de Toledo, pero el marqués la rechazó. Al fin aceptó ser distinguido con el mayor cargo palaciego, el de Mayordomo mayor (1713), a condición de que se le eximiera de la continuada asistencia a su cargo y pudiera entregarse a sus estudios con toda intensidad».
El duque de Saint-Simon, quien lo conoció bien, escribió sobre él:

Escalona, aunque más comúnmente era llamado Villena, era virtud, honor, probidad, fe, lealtad, valor, piedad, la antigua caballería incluso; […] con mucha lectura, conocimiento, corrección y discernimiento en la mente, sin obstinación pero con firmeza, muy desinteresado, siempre ocupado, con una hermosa biblioteca y comercio con eruditos en todos los países de Europa.

Comenta asimismo que nunca vistió a la española, sino a la francesa, porque no soportaba el cuello de golilla; no se dejaba amilanar por nadie, de suerte que llegó a apalear a bastonazos al mismísimo valido, el cardenal Alberoni, porque, aun siendo mayordomo mayor, una vez no le dejó visitar al rey cuando este cayó enfermo en una de sus habituales crisis melancólicas. Gracias a esa exención de labores cortesanas pudo consagrarse a fundar en 1713 la Real Academia Española (RAE), a imitación de la Academia Francesa y la de Florencia, junto con varios ilustrados (nobles, clérigos y algunos altos funcionarios) que se reunían de tertulia en su casa de la plaza de las Descalzas, tras una propuesta que le formuló al rey Felipe V. Los miembros habituales de esta tertulia eran el padre Juan de Ferreras, historiador y erudito; el poeta Gabriel Álvarez de Toledo; Andrés González de Barcia; el filólogo trilingüe fray Juan Interián de Ayala; los jesuitas matemáticos y astrónomos Bartolomé Alcázar y José Casani y el bibliotecario real Antonio Dongo Barnuevo. El mismo marqués era miembro de la Academia de la Arcadia de Roma desde 1704 e individuo de la Academia de Ciencias de Francia (era de hecho, un novator o preilustrado, y el doctor Diego Mateo Zapata aseguró en 1716 que conocía perfectamente la «filosofía moderna»). Fue elegido su director provisional el 3 de agosto de 1713, siendo su primer director en propiedad a partir del 3 de octubre de 1714 (fecha de la Real Cédula), y perpetuo según los antiguos estatutos de la institución. Cumplió dicha función hasta su fallecimiento el 29 de junio de 1725. Encargado de la organización inicial de la RAE, promovió la publicación del primer Diccionario, así como la elaboración del plan de trabajo del Diccionario de Autoridades, cuyo primer tomo no llegó a ver publicado. Su trabajo organizativo fue tan eficaz que el Diccionario de Autoridades fue durante mucho tiempo la verdadera obra maestra de esta institución. La importante biblioteca que llegó a reunir, formada por 6.997 volúmenes impresos y 172 manuscritos, pasó a sus herederos, pero se dispersó en el siglo XIX.

## Matrimonio y descendencia
El 29 de septiembre de 1674, contrajo matrimonio con María Josefa de Benavides Silva y Manrique de Lara, hija de Diego IV de Benavides y de la Cueva, VIII conde de Santisteban del Puerto y I marqués de Solera. Sus hijos fueron: Mercurio Antonio López Pacheco, IX duque de Escalona, XII marqués de Aguilar de Campoo, IX marqués de Villena, VII marqués de la Eliseda, IX conde de Xiquena, XVI conde de Castañeda y XIII conde de San Esteban de Gormaz y Marciano Fernández Pacheco, XII marqués de Moya. 
Su hijo Mercurio Antonio López Pacheco y sus dos nietos por este, Juan Pablo y Andrés López Pacheco, fueron directores perpetuos de la RAE entre 1726 y 1751, con lo que los primeros cuarenta años de la RAE estuvieron dirigidos por la misma casa nobiliaria de Villena-Escalona.

## Obras
- Dos cartas (1700) a Luis XIV, en C. Hippeau, Avénement des Bourbons au trone d’Espagne. Correspondance inédite du marquis d’Harcourt, Ambassadeur de France auprès des rois Charles II et Phlippe V, Paris, 1875, págs. 316 y 318-320.
- Memorias para la Historia de España, sacadas de los apuntamientos originales escritos de letra del Exmo. Sr. Don Juan Fernández Pacheco, Marqués de Villena, y existentes en la Biblioteca de la casa (ms. en la Real Academia de la Historia, Colección Sempere, t. XVI, fols. 94-108v., sign. 9/5218, Olim B-134).

| Predecesor: Alejandro de Bournonville          | Virrey de Navarra 1691-1692                                | Sucesor: Baltasar de Zúñiga y Guzmán    |
| Predecesor: Antonio Ibáñez de la Riva Herrera  | Virrey de Aragón (interino) 1693                           | Sucesor: Domingo Iudice                 |
| Predecesor: Juan Claros Alonso Pérez de Guzmán | Virrey de Cataluña 1693 - 1694                             | Sucesor: Francisco de Agurto            |
| Predecesor: Pedro Manuel Colón de Portugal     | Virrey de Sicilia 1701 - 1702                              | Sucesor: Francisco Judice               |
| Predecesor: Luis Francisco de la Cerda         | Virrey de Nápoles 1702 - 1707                              | Sucesor: Nápoles austriaco              |
| Predecesor: -                                  | Académico de la Real Academia Española Silla A 1713 – 1725 | Sucesor: Tomás Pascual de Azpeitia      |
| Predecesor: -                                  | Director de la Real Academia Española 1713 - 1725          | Sucesor: Mercurio Antonio López Pacheco |